# Liste der Äbte von Wilhering
Diese Liste der Äbte von Wilhering verzeichnet die Klostervorsteher von Stift Wilhering in chronologischer Reihenfolge.

## Äbte

### Jahre 1100–1200
- 1146–1155: Gebhard I., Gründungsabt aus dem Stift Rein
- 1155–1180: Gebhard II.
- 1180–1181: Otto I., aus Kärnten
- 1181–1185: Heinrich I., er resignierte und ging ins Kloster Ebrach
- 1185–1186: Heinrich II. († 6. Juli 1186)
- 1186–1193: Hiltger († 1193), Professe von Ebrach

### Jahre 1200–1300
- 1193–1201: Otto II. von Niest, Professe von Ebrach, resignierte und ging nach Ebrach zurück
- 1201–1208: Gottschalk, Professe von Ebrach, + 15. Juli 1208
- 1208–1215: Eberhard, Professe von Ebrach, wurde 1215 Abt in Ebrach, wo er 1219 resignierte
- 1215–1234: Konrad I.
- 1234–1241: Theodorich († 1241), aus Ebrach, in Wilhering begraben
- 1241–1243: Konrad II. († in Ebrach) aus Ebrach, resigniert
- 1243–1246: Heinrich III. († 1246 in Ebrach) aus Ebrach, resigniert
- 1246–1270: Ernest († 7. April 1270) vorher Prior in Stift Heiligenkreuz, 1259 Gründung des Klosters Hohenfurth
- 1270–1273: Ortolf († 13. September 1273)
- 1273–1276: Pitrolf, resigniert, kehrte nach Stift Zwettl zurück
- 1276–1280: Hugo († 16. Oktober 1308 auf der Rückreise von Citeaux im Kloster Heilsbronn, dort begraben) aus Straubing, erster Professe von Wilhering der Abt wurde, 1285 Abt von Fürstenzell, 1295 Abt von Kloster Aldersbach; 1280 resigniert
- 1281–1288: Wolfram, vorher Prior in Heilsbronn
- 1288–1308: Konrad III. († 14. Juli 1308) 1293 Gründung von Stift Engelszell

### Jahre 1300–1400
- 1308–1309: Ulrich I. († 1309) vorher Prior
- 1309: Otto III. († 29. März 1309) vorher Abt in Hohenfurth
- 1309–1313: Wisento, Professe von Engelszell, resignierte 1313; von 1317–1319 Abt in Engelszell
- 1313–1316: Stephan I., Professe von Hohenfurth, 1316 resigniert
- 1316–1331: Heinrich IV. Praendl, 1331 resigniert
- 1331–1333: Konrad IV.
- 1333–1350: Hermann († 1350, im Chor der Kirche begraben) Gründung von Stift Säusenstein (1336)
- 1350–1359: Bernhard I. Hirnbrech, 1359 resigniert
- 1359–1360: Simon († 15. September 1360)
- 1360–1366: Walther (Balthasar) († 14. April 1366)
- 1366–1369: Andreas († 6. Dezember 1369) Professe und Abt von Engelszell von 1365–1366
- 1370–1381: Johann I., Professe von Ebrach, 1381 resigniert
- 1381–1385: Peter I., resignierte 1385
- 1385–1421: Jakob I. († 12. März 1421)

### Jahre 1400–1500
- 1421–1432: Stephan II. († 14. März 1462) aus Mautern, 1432 resigniert
- 1432–1451: Ulrich II. († 13. August 1451)
- 1451–1452: Georg I. († 20. August 1452)
- 1452–1460: Ulrich III.
- 1460–1466: Wilhelm († 18. Dezember 1466)
- 1467–1470: Konrad V. Panstorfer († 5. September 1475) aus Linz, 1470 resigniert
- 1470–1480: Urban († 10. März 1480)
- 1480–1507: Thomas Dienstl († 29. Mai 1507) aus Leonfelden

### Jahre 1500–1600
- 1507–1518: Caspar I. († 3. April 1518) aus Mühlbach in Wilhering
- 1518–1534: Leonhard Rosenberger († 21. Januar 1534) aus Linz
- 1534–1543: Peter II. Rinkhammer († 4. Mai 1544) aus Ottensheim, 1543 resigniert
- 1543–1544: Erasmus Mayer aus Nürnberg, Professe von Ebrach, 9 Monate Abt, dann Flucht nach Nürnberg und Trennung vom Kloster und Orden, 1544–1545 verwaltet Landeshauptmann Balthasar von Presing das Kloster
- 1545–1560: Martin Gottfried († 27. September 1560) aus Überlingen am Bodensee, Professe von Stift Baumgartenberg
- 1568–1574: Matthaeus Schweitzer († 9. September 1574) zum Abt ernannt am 8. September 1568, konfirmiert am 3. April 1572
- 1574–1583: Johann II. Hammerschmied († 22. Oktober 1583) vorher Prior in Baumgartenberg, zum Abt ernannt am 9. November 1574, installiert am 18. Januar 1575
- 1584–1587: Jakob II. Gistl († 8. Februar 1587) geboren in Weilheim in Oberbayern, Professe des Benediktinerstiftes Fiecht/Tirol, ernannt am 23. Oktober 1584, installiert am 25. Januar 1585
- 1587–1600: Alexander a Lacu (* 1550; † 19. Mai 1613 in Linz, in Kremsmünster beerdigt) geboren 1552 zu Lugano/Schweiz; Doktorat in Pavia, 1586 Hofkaplan des Erzherzogs Ernst, am 8. September 1587 als Abt ernannt und am 2. August 1589 konfirmiert; ab 1600 Abt von Stift Garsten und dann von Kremsmünster postuliert; er legt am 7. September 1600 die Administration von Wilhering nieder

### Jahre 1600–1700
- 1603–1611: Johann III. Schiller († 6. April 1611 in Linz) aus Moosburg an der Isar, Professe und Prior in Stift Lilienfeld, 1603 zuerst Administrator, dann zum Abt von Wilhering ernannt und am 6. April 1606 benediziert
- 1612–1613: Anton Wolfradt († 1. April 1639) geboren in Köln im Jahr 1582, Professe von Heiligenkreuz, Doktor der Theologie, zum Abt ernannt am 14. April 1612, konfirmiert am 21. November 1612; vom 15. Dezember 1613–1639 Abt in Kremsmünster; 1631 Fürstbischof von Wien
- 1614–1638: Georg II. Grill († 12. Oktober 1638, in der Kirche (inter choros) begraben) Professe von Baumgartenberg, 1613 Küchenmeister in Wilhering, am 2. März 1614 als Abt postuliert, am 5. Mai 1614 konfirmiert, am 3. August 1614 benediziert
- 1638–1669: Caspar II. Orlacher († 28. November 1669) aus Bayern, Profess 1622, gewählt am 19. Dezember 1638, benediziert am 23. Januar 1639
- 1670–1680: Malachias Braunmüller († 8. Dezember 1680) aus Passau, Profess am 1. November 1637, gewählt am 16. Januar 1670, benediziert 14. April 1670
- 1681–1709: Bernhard II. Weidner († 27. Mai 1709) aus Linz, Profess 1. November 1658, gewählt am 15. März 1681

### Jahre 1700–1800
- 1709–1730: Hilarius Sigmund (1665–1734), erwählt am 16. Juli 1709, resigniert 7. Januar 1730
- 1730–1734: Bonus Pömerl (1685–1734), 1727–1730 Administrator in Engelszell, gewählt 8. Januar 1730
- 1734–1750: Johann (IV.) Baptist Hinterhölzl (1698–1750), gewählt 1. Juni 1734, Neubau der Stiftskirche
- 1750–1753: Raimund Schedelberger (1696–1753), 1736–1745 Administrator von Engelszell, gewählt am 6. April 1750
- 1753–1780: Alan Aichinger (1705–1780), gewählt am 22. November 1753
- 1781–1801: Johann (V.) Baptist Hinterhölzl (1732–1801), gewählt am 22. Februar 1781

### Jahre 1800–1900
- 1801–1832: Bruno Detterle (1759–1832), gewählt am 15. September 1801
- 1832–1850: Johann Baptist Schober (1783–1850), gewählt am 7. November 1832
- 1851–1892: Alois Dorfer (1807–1892), gewählt am 14. Mai 1851
- 1892–1915 Theobald Grasböck (1846–1915), gewählt am 20. Juli 1892, Gründer des Gymnasiums

### Jahre 1900–2000
- 1915–1938: Gabriel Fazeny (1862–1938), gewählt am 13. Dezember 1915
- 1938–1941: Bernhard Burgstaller (1886–1941), Dr. Phil., gewählt am 29. November 1938, gestorben im Gefängnis in Anrath bei Krefeld
- 1941–1948: Balduin Wiesmayr (1889–1948), gewählt am 11. November 1941
- 1948–1965: Wilhelm Ratzenböck (1900–1966), Dr. theol., gewählt am 13. August 1948, resigniert am 6. September 1965, Bau des Internates und des Gymnasialtraktes
- 1965–1977: Gabriel Weinberger (1930–2021), gewählt am 23. September 1965, benediziert 9. Oktober 1965, resigniert am 17. November 1977
- 1977–1991: Dominik Nimmervoll (* 24. Januar 1939 in Zwettl an der Rodl), Dr. phil., gewählt am 12. Dezember 1977, benediziert am 9. Januar 1978, resigniert am 5. September 1991
- 1991–2012: Gottfried Hemmelmayr (* 9. November 1937 in Lichtenberg), gewählt am 5. September 1991, benediziert am 22. September 1991, resigniert am 8. Juni 2012

### Jahre 2000–heute

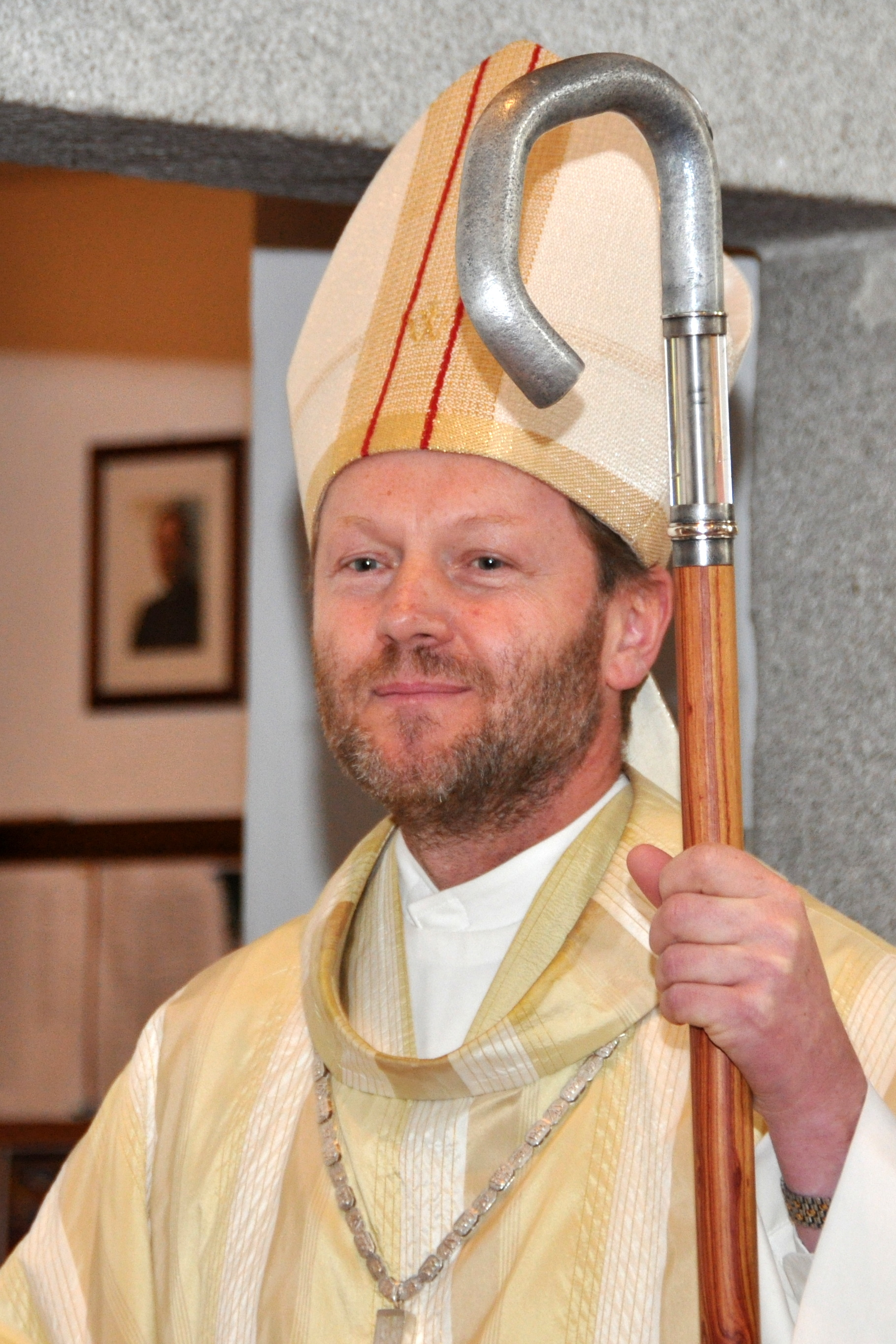
Abt Reinhold Dessl (2015)

- seit 23. Juni 2013: Reinhold Dessl (* 6. August 1962 in Linz, vorher Administrator des Klosters, 74. Abt des Stiftes)

## Administratoren
- 1560–1562: Gewolf, Abt von Engelszell († 21. Mai 1562)
- 1562–1568: Prior Matthäus Schweitzer, später zum Abt ernannt
- 1600–1603: Prior Christoph Koller († 1. März 1603) & Hofrichter Leonhard Mandl; kurzfristig auch Petrus Rauch von Heiligenkreuz
- 1603–1604: Johann Schiller, ab 6. April 1606 Abt
- 1611–1612: Prior Johann Lanzendorfer & Hofrichter Augustin Resch
- 8. Juni 2012 – 23. Juni 2013: P. Reinhold Dessl (* 6. August 1962 in Linz, danach zum Abt gewählt)